# Windows システム評価ツール
Windows システム評価ツール（ウインドウズ システムひょうかツール、Windows System Assessment Tool, WinSAT）とは、Windows Vista、Windows 7、Windows 8(8.1含む)およびWindows 10に搭載されている、システムの性能のチェックを行い、その結果を報告するツールである。
- プロセッサの速度
- 主記憶装置の速度
- グラフィックス性能（2次元コンピュータグラフィックス）
- ゲーム用グラフィックス性能（3次元コンピュータグラフィックス）
- ハードディスクドライブの転送速度

の5つの項目がそれぞれ
- 1.0から5.9まで(Windows Vista)
- 1.0から7.9まで(Windows 7)
- 1.0から9.9まで(Windows 8以降)

のスコアに換算され、Windows エクスペリエンス インデックスにその結果が報告される。そのうち、スコアが最も低いものが基本スコアとなり、Windowsを利用するにあたって、多くの機能が快適に利用できるかどうか大きな指標となる。
このことからWindows エクスペリエンス インデックスの結果によっては、Windowsの一部機能に制限が生じる。たとえば、グラフィックス関連のスコアが2.0に満たない場合、グラフィカルユーザインタフェースであるWindows Aeroを利用することができず、2.0以上3.0未満の場合は動作するものの、透明効果である"Aero Glass"の機能などの快適な利用は望めない。
また、Windows 8以降からはこの機能は廃止されているが、WinSAT自体は存在するため、非公式ツール等を使用することによりこの機能を使用することができる。

## テスト項目
WinSATでは以下の項目のテストが行われ、上記5項目のベースとなる。
- Aero評価
- Direct3D Alpha Blending評価
- Direct3D Texture Load評価
- Direct3D ALU評価
- Windows Mediaファイルの再生
- CPUパフォーマンス
- メモリパフォーマンス
- ディスクパフォーマンス

## 指標
マイクロソフトは、自社のウェブサイトで基本スコアに対するPCの使い勝手を例示している。以下はWindows 7に於ける同社の例示である。
スコア2
ワードプロセシングやウェブブラウジングなどの用途に十分
スコア4以上
グラフィックスを多用するソフトウェアを使用する場合に推奨する